# Dalian Professional Football Club
El Dalian Professional Football Club (en chino: 大连人职业足球俱乐部) fue un club de fútbol chino situado en Dalian, provincia de Liaoning. 
Fue fundado en 2009 como Dalian Aerbin y en tan solo tres años consiguió llegar hasta la Superliga de China. En 2012 adquirió todos los activos del desaparecido Dalian Shide, confirmándose como el primer equipo de la ciudad. Desde mediados de 2015 pertenece a la empresa tecnológica Yifang.
En enero de 2024, tras el descenso de la Superliga y tener problemas financieros, anunciaron su disolución al no obtener la licencia para participar en la que sería la próxima temporada.

## Historia
El equipo fue fundado el 20 de septiembre de 2009 por el conglomerado Aerbin como «Dalian Aerbin F.C.». El nombre Aerbin proviene del idioma manchú y significa «lugar con agua», pero también se refiere a una pequeña ciudad del distrito de Jinzhou donde la empresa propietaria tenía su cuartel general. Con la intención de ascender a la máxima categoría a corto plazo, se contrató al internacional chino Li Ming como nuevo entrenador. Gracias a la contratación de veteranos futbolistas chinos, el equipo logró su objetivo y encadenó tres ascensos consecutivos desde la cuarta categoría hasta la Superliga de China.
Para su debut en la máxima categoría en la temporada 2012, el Dalian Aerbin contrató a Seydou Keita, exjugador del Fútbol Club Barcelona, y a los internacionales chinos Yu Hanchao y Yu Dabao. Esas llegadas sirvieron para finalizar en quinto lugar y convertirse en el equipo representativo de Dalian, sobre todo por la quiebra del histórico Dalian Shide. El 30 de noviembre de 2012, Aerbin confirmó la compra de todos los activos del Dalian Shide por 3.200 millones de renminbis, así como la deuda de 330 millones de la entidad desaparecida. En 2013 repitieron la quinta posición en Superliga, pero al año siguiente la situación cambió por completo: tras finalizar en penútlimo lugar, descendieron a la Primera Liga.
El 8 de julio de 2015 el grupo tecnológico Yifang adquirió la participación mayoritaria del club de fútbol, que pasó a llamarse «Dalian Yifang» a partir de la temporada 2016.
En octubre de 2017 asciende a Superliga de China.
El 26 de febrero de 2018 se hace oficial el traspaso de Yannick Carrasco y Nicolás Gaitán procedentes del Atlético de Madrid.
El 21 de enero de 2020 cambió su nompre para Dalian Professional Football Club.

## Plantilla

#### Altas y bajas 2020-21
| Altas   | Altas    | Altas       | Altas | Altas |
| Jugador | Posición | Procedencia | Tipo  | Costo |
| ------- | -------- | ----------- | ----- | ----- |

| Bajas          | Bajas          | Bajas         | Bajas                  | Bajas |
| Jugador        | Posición       | Destino       | Tipo                   | Costo |
| -------------- | -------------- | ------------- | ---------------------- | ----- |
| Marek Hamšík   | Centrocampista | Agente libre  | Rescisión de contrato. | --    |
| Salomón Rondón | Delantero      | CSKA de Moscú | Préstamo.              | --    |

## Entrenadores
- Yasuharu Kurata (mayo de 2014-?)[10]
- Milinko Pantić (julio de 2016-septiembre de 2016)[11][12]
- Sergio Piernas (septiembre de 2016-noviembre de 2016)[12]
- Juan Ramón López Caro (2016-2017)
- Ma Lin (diciembre de 2017-marzo de 2018)[13][14]
- Bernd Schuster (marzo de 2018-enero de 2019)[14][15][16]
- Choi Kang-hee (enero de 2019-julio de 2019)[17][18]
- Rafael Benítez (julio de 2019-enero de 2021)[19]
- José González López (abril de 2021-diciembre de 2021)
- Xie Hui (marzo de 2022-)

## Palmarés
- Primera Liga China: 2

2011, 2017
- Segunda Liga China:1

2010